# 道垣内弘人
道垣内 弘人（どうがうち ひろと、1959年6月14日 - ）は、日本の法学者。専門は民法。東京大学名誉教授。専修大学教授。元司法試験2次試験考査委員（民法）。岡山県岡山市出身。米倉明門下。兄は法学者で東京大学名誉教授の道垣内正人。

## 人物
担保物権や信託法を主に研究する。法律要件充足性の実質的考察から入門著書においても法的効果の観点から立法論を展開している。

## 略歴
- 1978年　岡山県立岡山操山高等学校卒業
- 1982年　東京大学法学部第1類卒業。同助手就任
- 1985年　筑波大学社会科学系講師
- 1988年　神戸大学法学部助教授
- 1994年　東京大学教養学部助教授
- 1996年　東京大学大学院総合文化研究科助教授
- 2000年　東京大学大学院総合文化研究科教授
- 2004年　東京大学大学院法学政治学研究科教授
- 2006年　司法試験第2次試験考査委員（~2007年）
- 2020年　専修大学法科大学院教授

## 著書
- 『信託法理と私法体系』（有斐閣、1996年8月）
- 『買主の倒産における倒産における動産売主の保護』（有斐閣、1997年8月）
- 『民法学説百年史 - 日本民法施行100年記念』共著（三省堂、1999年12月）
- 『民法研究ハンドブック』共著（有斐閣、2000年5月）
- 『金融取引と民法法理』（有斐閣、2000年9月）
- 『刑法と民法の対話』共著（有斐閣、2001年5月）
- 『信託取引と民法法理』大村敦志・滝沢昌彦共著（有斐閣、2003年12月）
- 『新しい担保・執行制度 補訂版』共著（有斐閣、2004年6月）
- 『ゼミナール 民法入門 4版』（日本経済新聞社、2008年4月）
- 『担保物権法 4版』（有斐閣、2017年6月）
- 『信託法入門』（日本経済新聞出版社、2007年5月）
- 『民法判例百選 I・II 6版』編者（有斐閣、2009年4・5月）
- 『プレップ 法学を学ぶ前に』（弘文堂、2010年4月）
- 『民法判例百選 I 9版』編者（有斐閣、2023年2月）